# Johann Baptist Hoferer

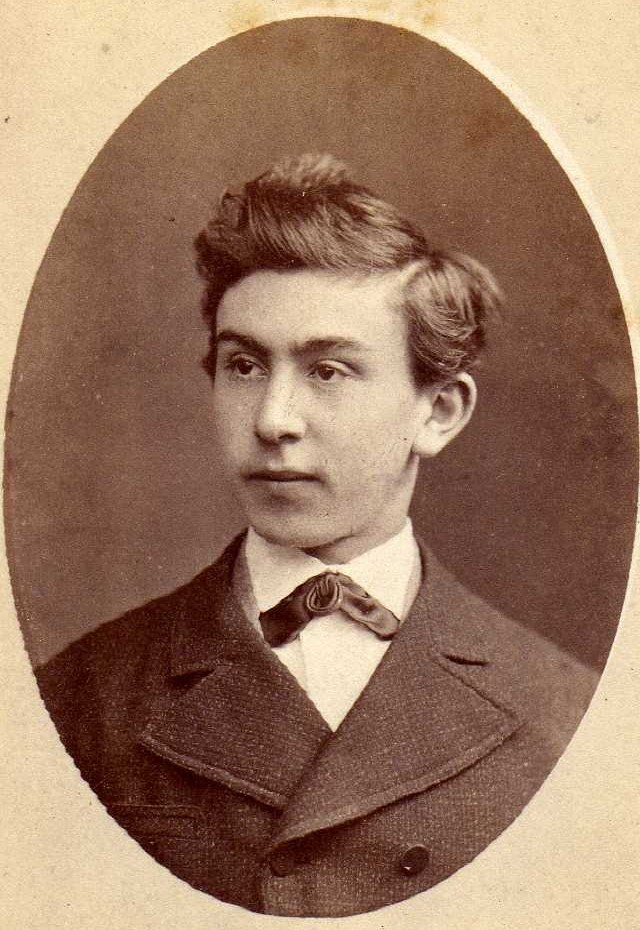
Johann Baptist Hoferer, als Gymnasiast bzw. Student um 1876 in Regensburg

Johann Baptist Hoferer (* 20. März 1860 in Großprüfening; † 5. Mai 1936 in Pettendorf) war ein Handwerker, Gutsbesitzer und Lokalpolitiker aus der Zentrumspartei. 

## Leben
Hoferer wurde 1860 als Sohn des Schmiedemeisters und Bürgermeisters Michael Hoferer (1820–1894) und dessen zweiten Ehefrau Franziska Riederer (1831–1875) geboren. Sein Bruder war der Kaufmann und Bankier Josef Hoferer (1866–1941). Bereits sein Urgroßvater Joseph Hoferer war seit 1771/1772 als Huf- und Wagenschmied in Großprüfening tätig. Sein Urgroßvater mütterlicherseits, Jacob Riederer, war der letzte Hofmeister des Benediktinerklosters Prüfening.
Nach dem Besuch der Dorfschule in Prüfening war er bis 1875/1876 Zögling an der Königlichen Kreisgewerbeschule in Regensburg. Anschließend studierte er zeitweise Landwirtschaft und begann in der väterlichen Werkstatt eine Lehre zum Huf- und Wagenschmied. Bereits als Geselle erhielt er für seine handwerklichen Fähigkeiten Auszeichnungen. Später legte er die Meisterprüfung in Regensburg ab. 
1887 heiratete er Anna Hofherr (1865–1930), die Tochter eines Schmiedemeisters und übernahm den landwirtschaftlichen Hof der Schwiegereltern in Pettendorf. Der dortige Besitz konnte durch kluge Investitionen bedeutend erweitert werden. Des Weiteren wurde er Teilhaber des Bank- und Handelshauses J. Hoferer in Furth im Wald. Seit 1895 war er Gemeinderat, später auch Kreisrat.

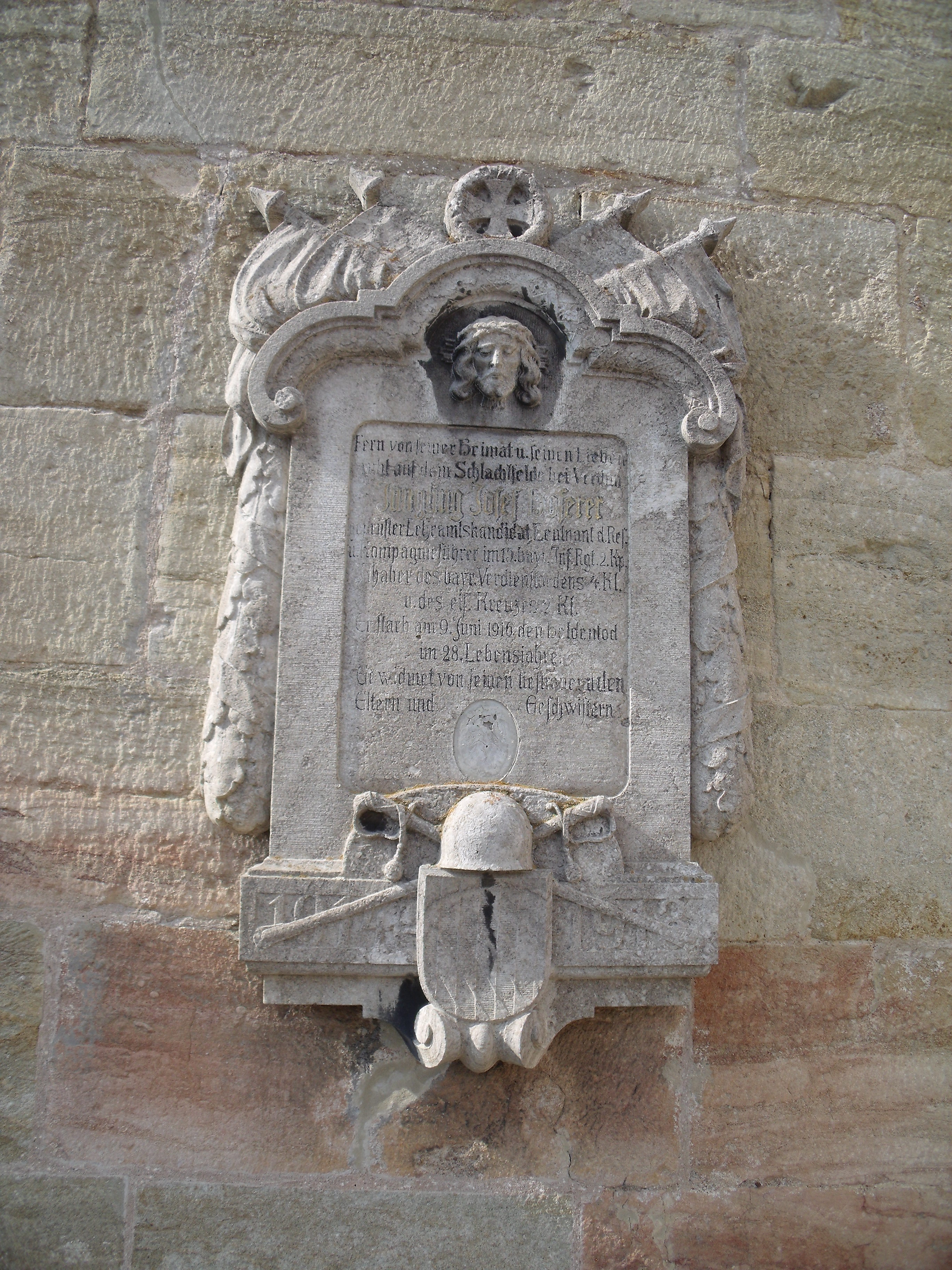
Gedenktafel für Josef Hoferer (1888–1916) in Pettendorf

Hoferer war auch als Wohltäter seine Heimatgemeinde und der Gemeinde Pettendorf bekannt. Auf ihn gehen die Errichtung mehrerer Arbeiterhäuser, eines Armenhauses und des Pettendorfer Ehrenmals für die Gefallenen des Ersten Weltkriegs zurück. In Erinnerung an seinen 1916 bei Verdun gefallenen Sohn Josef, ließ er ein eindrucksvolles Denkmal an der Kirchenmauer der Pfarrkirche St. Margareta in Pettendorf anbringen.
Er setzte sich für landwirtschaftliche Neuerungen wie die Anschaffung von großen Dresch- und Erntemaschinen ein, die es den Bauern in der Landwirtschaft ermöglichten, schneller, kräftesparender und müheloser zu agieren. Außerdem war er Mitglied einiger Vereine und erster Schützenmeister des 1897 gegründeten Jägervereins Pettendorf.
Er starb am 5. Mai 1936 in Pettendorf an Arterienverkalkung und wurde dort auf dem Friedhof unter großer Anteilnahme beigesetzt. Der Ehrenbürger der Gemeinde Pettendorf Heinrich Prößl (1929–2010) war sein Enkel.